# 956

## Nașteri
- dată necunoscută: Vladimir I al Kievului  (d. 1015)
- dată necunoscută: Adalbert de Praga preot catolic ceh (d. 997)

## Decese
- Al-Masudi, istoric, geograf și călător arab (n. 896)